# К нам в Холуёво приезжает Путин
«К нам в Холуёво приезжает Путин» — песня Андрея Макаревича политической направленности. Широкой публике песня стала известна с момента исполнения в прямом эфире «Нашего радио» 28 сентября 2011 года.

## Общие сведения
Радио «Свобода» связывает факт появления песни с решением съезда партии «Единая Россия» о выдвижении действующего премьера кандидатом в президенты. В интервью радиостанции музыкант выразил мнение, что эта ситуация лишает россиян выбора.
Текст песни посвящён подготовке к приёму В. В. Путина в вымышленном посёлке Холуёво. Ход подготовки описывается в деталях, в семи куплетах перечисляются различные грани жизни вымышленной деревни. История имеет грустный конец: визит Путина в Холуёво не состоялся, и надежды жителей не оправдались.
Сам автор в интервью говорил о том, что песню не стоит воспринимать буквально, она не о премьер-министре Путине, а о холуйском отношении к начальству в России.
12 октября 2011 года блогер Андрей Мальгин сделал цитату из этой записи, и в первые два дня её посмотрело более 100 000 человек. 13 октября поисковый сервис «Яндекс» дал сбой на поиск фразы «К нам в Холуёво приезжает Путин», что вызвало реакцию СМИ. Специалист «Радио Свобода» Михаил Соколов в своей передаче 14 октября обыгрывал этот термин, используя термин «холуяне» как пример чрезвычайно покорного электората.
Песня была выложена на официальном канале радиостанции в сервисе YouTube.
18 октября 2011 года «Наше Радио» заблокировало видео этой песни путём блокировки аккаунта Мальгина на YouTube, сославшись на авторские права. К этому моменту ролик с песней просмотрело 250 тысяч пользователей, а запись передачи, в которой была исполнена песня — 3 800 человек.
Позже автор сказал, что песня существует уже больше года и регулярно исполняется на концертах.
Первой записью песни стал концерт в Московском государственном театре эстрады 26 января 2011 года, она вошла в запись Первого канала, но не пошла в эфир.

## Высказывания
Артемий Троицкий в интервью радиостанции «Эхо Москвы»:

…и прекрасных песен у него много, и он продолжает очень симпатичные песни, в том числе известный новый хит про деревню Холуево, продолжает эти песни писать. И молодец.— передача «Особое мнение» от 8 ноября 2011 года
Алексей Плуцер-Сарно был приглашён как культуролог на Радио «Свобода». На вопрос Дмитрия Волчека в он ответил:

Дмитрий Волчек— Но вот такой пример сходства: чрезмерный успех проекта «Гражданин поэт» или песенки Макаревича про холуев. Всё это похоже на успех Театра на Таганке или бардов в брежневские времена.
Алексей Плуцер-Сарно— Но это не столько структурные параллели, сколько традиция. Это же происходит не в Африке, а в России. Конечно, много общего на поверхности. А сама система принципиально иная.— Статья «Культуролог Алексей Плуцер – о либеральной возне и радикальных протестах» от 15 ноября 2011 года
Всплеск интереса публики к этой песне для автора был неожиданным:

Я не склонен преувеличивать значение этой песни в моём творчестве. Не понимаю, почему вокруг неё возник такой шум, это просто бытовая зарисовка— интервью А. Макаревича МК